# One Wall Centre
Le One Wall Centre est un gratte-ciel de logement et d’hôtel construit à Vancouver au Canada de 1998 à 2001. Il comprend 347 chambres d'hôtel de la chaine Sheraton et 74 logements desservis par 8 ascenseurs pour une surface de plancher de 43 000 m2. Comme beaucoup d'autres gratte-ciel, l'immeuble ne comporte pas de 13e étage.

## Description
L'immeuble est très fin, très étroit avec un rapport hauteur/largeur de 1 pour 7. La largeur de l'immeuble en effet est de seulement 21 mètres, limitant le nombre d'appartements à seulement 4 par étage, ce qui a nécessité des prouesses techniques, notamment l'utilisation d'un système d'amortissement du vent. Deux réservoirs dans le toit comprenant 230 tonnes d'eau permettant à l'eau de circuler pour équilibrer la force du vent, une première mondiale. Ces réservoirs d'eau peuvent aussi être utilisés en cas d'incendie. L'ingénièrie de la tour a été réalisée par le groupe Glotman Simpson.
L'immeuble est récompensé par l'Emporis Skyscraper Award pour le gratte-ciel le plus remarquable de l'année 2001.
L'apparence du bâtiment dont la partie supérieure a un aspect différent de la partie inférieure plus sombre, correspond à une demande des autorités municipales.
C'était à son achèvement en 2001 le plus haut gratte-ciel de l'agglomération de Vancouver. Il a depuis été largement dépassé par d'autres immeubles.